# Fjälkestads kyrka

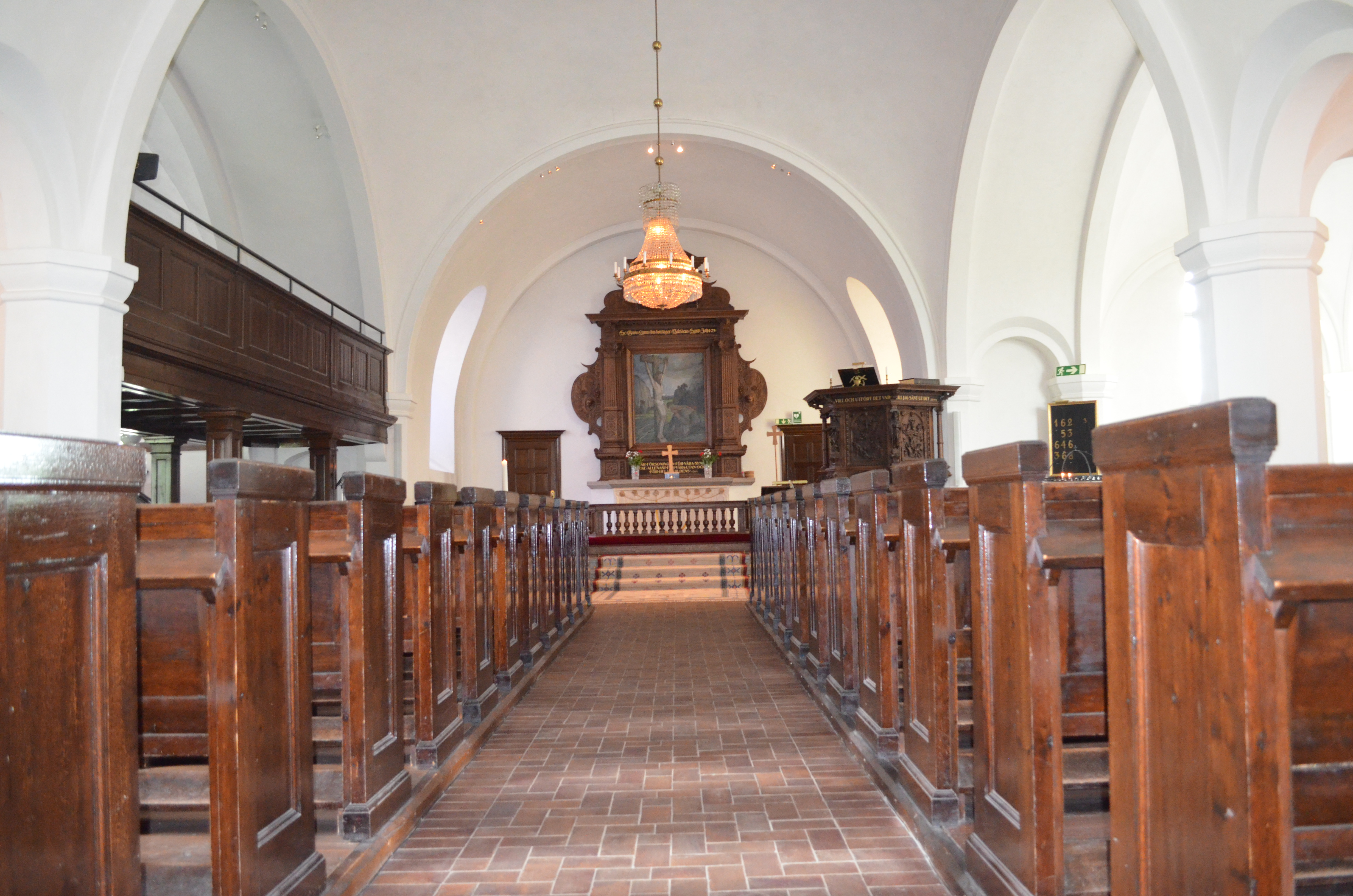
Fjälkestads kyrkosal

Fjälkestads kyrka är en kyrkobyggnad i Kristianstad kommun. Den är församlingskyrka i Nosaby församling i Lunds stift.

## Kyrkobyggnaden
Ursprungliga kyrkan med långhus, torn och rakt kor uppfördes vid slutet av 1100-talet. En stor korsarm åt norr byggdes till på 1760-talet. På 1830-talet gjordes en större utbyggnad åt söder, den så kallade nykyrkan. Dagen före julafton 1917 ödelades kyrkan i en brand och endast murarna återstod. En stor del av inventarierna hann dock räddas. Kyrkan återuppbyggdes efter ritningar av arkitekt Theodor Wåhlin och återinvigdes 1921. Korfönstren försågs 1960 med glasmålningar utförda av Bo Notini. Västra väggens korfönster är rött och har motivet Jesus som firar nattvard med de tolv lärjungarna. Östra väggens korfönster är blått och har motivet Maria med Jesusbarnet.

## Inventarier
- Predikstolen är från omkring år 1600 har ursprungligen tillhört Råbelövs slottskyrka.
- Dopfunten av huggen kalksten är från medeltiden och fanns tidigare i Råbelövs slottskyrka.
- Altaruppsatsen i brun färgsättning är tillverkad i Lund efter ritningar av Theodor Wåhlin.

### Orgel
- 1851 byggde Johan Ernst Bäckström en orgel.
- 1900 byggde Johannes Magnusson, Göteborg en orgel.
- Den nuvarande orgeln byggdes 1921 av Olof Hammarberg, Göteborg och är en pneumatisk orgel. Det finns en svällare för hela orgeln. Orgelfasaden är från 1920.

| Manual I      | Manual II          | Pedal      | Koppel |
| Principal 8´  | Rörflöjt 8´        | Subbas 16´ | I/P    |
| Flöjt 8'      | Salicional 8'      |            | II/P   |
| Gedakt 8'     | Voix celeste 8'    |            | II/I   |
| Oktava 4'     | Flöjt oktaviant 4' |            |        |
| Kvintadena 4' | Principal 2'       |            |        |
| Flöjt 2'      |                    |            |        |
| Mixtur 3 chor |                    |            |        |

### Webbkällor
- Nosaby församling
- Åsbo Släkt- och Folklivsforskare
- Fjälkestads kyrka - invändig renovering
- Wikimedia Commons har media som rör Fjälkestads kyrka.